# Poröses Silicium
Poröses Silicium (abgekürzt pSi) ist eine Form des chemischen Elements Silicium. Die namensgebende Besonderheit besteht in der nanoporösen Struktur, das heißt, die Poren haben eine Größe im Bereich von 10−9 bis 10−7 m. Hieraus resultiert ein besonders hohes Oberflächen-Volumen-Verhältnis im Bereich von bis zu 500 m2/cm3. Auf Grund seiner speziellen optischen und elektrischen Eigenschaften ist poröses Silicium für die Herstellung von Solarzellen sowie von Akkus geeignet.

## Geschichte
Poröses Silicium wurde 1956 von Arthur Uhlir Jr. und Ingeborg Uhlir entdeckt, die damals in den Bell Laboratories in den USA an einem Verfahren arbeiteten, mit dem die Oberfläche von Silicium und Germanium geformt und poliert werden konnte. Dabei entdeckten sie, dass sich unter geeigneten Bedingungen ein dicker schwarzer, roter oder brauner Film auf der Materialoberfläche bildet. Diese Ergebnisse wurden jedoch nur in einer Labornotiz erwähnt und nicht weiter verfolgt.
Drei Jahrzehnte später vermutete Leigh Canham, der zu diesem Zeitpunkt bei der Defence Research Agency in England beschäftigt war, in porösem Silicium Quanten-Confinement-Effekte, welche 1990 experimentell verifiziert werden konnten. Erst dadurch wurde das Interesse der Wissenschaft an den nicht linearen optischen sowie den elektrischen Eigenschaften des Materials geweckt.

## Herstellung

### Anodisierung
Eine Möglichkeit, poröses Silicium herzustellen, ist die anodische Oxidation. Dabei wird typischerweise Platin als Kathodenmaterial eingesetzt, Silicium als Anode und Fluorwasserstoff (HF) als Elektrolyt. Während das Anlegen eines Gleichstroms zu einer homogeneren Schicht porösen Siliciums führt, ist Wechselstrom geeigneter für die Bildung von Siliciumwafern mit einer Dicke von über 50 µm. Durch die Bildung von Wasserstoffgas können bei diesem Prozess stärkere Inhomogenitäten entstehen. Um diesem entgegenzuwirken, wird dem Elektrolyten Ethanol (mind. 15 %) zugesetzt. Dadurch kann die Homogenität signifikant gesteigert werden.

### Ätzen
Außerdem kann poröses Silicium durch das Ätzen mit Fluorwasserstoffsäure (HF), Salpetersäure (HNO3) und Wasser hergestellt werden. Dieses Verfahren ist insbesondere attraktiv auf Grund seiner Einfachheit und der breiten Verfügbarkeit der nötigen Materialien. Auch bei der Herstellung von besonders dünnen pSI-Filmen ist dieses Verfahren sehr nützlich; Schichtdicken von nur 25 Ångström sind auf diese Weise herstellbar.

#### Trocknen
Bei einfacher Trocknung durch Verdunstung treten aufgrund der Kapillarspannung, welche proportional zur Krümmung der Grenzfläche ist, ab einer bestimmten Schichtdicke Risse auf. Daher sind Verfahren entwickelt worden, die das Risiko beim Trocknen von pSi minimieren sollen.
Überkritische Trocknung gilt als effektivste Trockentechnik, da in deren Verlauf die Grenzfläche völlig verschwindet, ist allerdings relativ teuer. Bei der Pentantrocknung wird das Wasser erst durch Pentan ersetzt, das eine geringere Oberflächenspannung hat als Wasser. Beim anschließenden Trocknen treten nur geringe Spannungen auf.

## Eigenschaften

### Explosivität
2001 hat eine Arbeitsgruppe der TU München zufällig entdeckt, dass mit flüssigem Sauerstoff getränktes hydriertes pSi hochexplosiv ist und seine Sprengkraft jene von TNT übertrifft. Andere Oxidationsmittel vermeiden die Notwendigkeit sehr tiefer Temperaturen und machen die Handhabung sicherer.

### Optische Eigenschaften
Der Brechungsindex sowie die daraus resultierenden optischen Eigenschaften eines Materials hängen unter anderem von der Porosität und dem Medium innerhalb der Poren ab. Der Brechungsindex von porösem Silicium kann damit deutlich von dem anderer Siliciumarten abweichen.